# Mesech
Mesech (Hebreeuws: מֶ֖שֶׁךְ, Mešeḵ) was volgens de volkenlijst in de Hebreeuwse Bijbel een zoon van Jafet en een kleinzoon van Noach.
Zijn nakomelingen zouden richting Rusland getrokken zijn. De Assyriërs zouden hen in één adem hebben genoemd met de afstammelingen van Tubal, namelijk 'Tabal en Musku'. Tiglat-Pileser I schreef in ± 1100 v.Chr. over de Muska-a-ia. Hiervan zou de stad Moskou zijn naam danken, evenals de naam van Rusland tot 1700: Moskovië. De naam Tubal zou kunnen worden teruggezien in de naam van de stad Tobolsk. Herodotus schreef over de 'Tiberanoi en Moschoi'.